# Pelomedusidae
Pelomedusidae é uma família de cágados da ordem Testudines encontrada na África subsaariana, incluindo Madagascar e ilhas Seychelles. Dois gêneros são aceitos para a família. O registro fóssil indica a presença de membros desta família no Plioceno.